# Cantón de Cléguérec
El cantón de Cléguérec era una división administrativa francesa, que estaba situada en el departamento de Morbihan y la región de Bretaña.

## Composición
El cantón estaba formado por ocho comunas:
- Cléguérec
- Kergrist
- Malguénac
- Neulliac
- Saint-Aignan
- Sainte-Brigitte
- Séglien
- Silfiac

## Supresión del cantón de Cléguérec
En aplicación del Decreto n.º 2014-215 de 21 de febrero de 2014, el cantón de Cléguérec fue suprimido el 22 de marzo de 2015 y sus 8 comunas pasaron a formar parte del nuevo cantón de Gourin.